# جيف جوشوا
جيف جوشوا (12 مارس 1970 في أستراليا - ) (بالإنجليزية: Geoff Joshua)‏ هو لاعب كريكت أسترالي.

## وصلات خارجية
- جيف جوشوا على موقع إي آس بي آن كريك إنفو (الإنجليزية)